# Капибара
Капиба́ра, или водосви́нка (лат. Hydrochoerus hydrochaeris), — полуводное травоядное млекопитающее из подсемейства водосвинковых (Hydrochoerinae), один из двух (наравне с малой водосвинкой) теперь существующих видов рода водосвинки. Капибара — самый крупный среди современных грызунов.

## Этимология
Название животного берёт начало от слова ka’apiûara, что на мёртвом языке тупи (родственном языку индейцев гуарани) буквально означает «поедатель тонкой травы» (kaá (трава) + píi (тонкий) + ú (есть) + ara (суффикс, аналогичный русскому суффиксу -тель)). В наиболее близкой к оригиналу форме capivara оно вошло в португальский язык и широко употребимо в Бразилии. Уже в форме capibara через испанский язык слово вошло в английский, русский, японский и ряд других языков. В испаноговорящих странах Латинской Америки также в ходу и другие названия, происходящие из языков местных индейцев: carpincho (Аргентина, Перу и другие), chigüiro (Венесуэла, Колумбия), jochi (Боливия), ñeque (Колумбия) и другие.
Научное название (как родовое, так и видовое) Hydrochoerus hydrochaeris переводится как «водяная свинья» (др.-греч. ὕδωρ — вода + χοῖρος — свинья), калька с которого послужила основой как для альтернативного русского наименования этого животного — водосвинка, — так и названий его на китайском (水豚), венгерском (Vízidisznó), исландском (Flóðsvín) и некоторых других языках, а также для вариантов, употребимых в Аргентине (chancho de agua и puerco de agua).

## Внешний вид
Длина тела взрослой капибары достигает 1—1,35 м, высота в холке — 50—60 см. Самцы весят 34—63 кг, а самки — 35—65,5 кг (измерения произведены в венесуэльских льяносах). Самки, как правило, крупнее самцов.
Телосложение тяжёлое. Внешне капибара напоминает гигантскую большеголовую морскую свинку. Голова крупная, массивная с широкой, тупой мордой. Верхняя губа толстая. Уши короткие, округлые. Ноздри широко расставлены. Глаза маленькие, расположены высоко на голове и отнесены несколько назад. Хвост рудиментарный. Конечности довольно короткие; передние — 4-палые (пальцев было шесть)[прояснить], задние — 3-палые. Пальцы соединены небольшими плавательными перепонками и снабжены короткими сильными когтями. Капибара выглядит достаточно пушистой, ведь её тело покрыто длинными жёсткими волосами, но не имеет подшёрстка. Окрас капибары варьируется от коричнево-рыжего до сероватого. Нижняя часть тела животного обычно имеет коричнево-желтоватый оттенок. Молодые особи окрашены светлее взрослых. Окрас верхней стороны тела от рыжевато-бурого до сероватого, брюшной окрас, как правило, желтовато-бурый. Молодняк окрашен светлее. У половозрелых самцов на верхней части морды расположен участок кожи с многочисленными крупными сальными железами. У самок имеется 6 пар брюшных сосков.
Череп массивный, с широкими и сильными скуловыми дугами. Зубов 20. Щёчные зубы без корней, растут в течение всей жизни животного. Резцы широкие, имеют продольную бороздку на наружной поверхности. Малая и большая берцовые кости частично срастаются между собой. Ключицы нет. Хромосом в диплоидном наборе 66.
Вот как описывает капибару Джеральд Даррелл в «Трёх билетах до Эдвенчер»:
Этот гигантский грызун представляет собой жирного зверька с продолговатым телом, покрытым жёсткой лохматой шерстью пёстрой коричневой расцветки. Передние лапы у капибары длиннее задних, массивный огузок не имеет хвоста, и поэтому у неё всегда такой вид, будто она вот-вот собирается сесть. У неё крупные лапы с широкими перепончатыми пальцами, а когти на передних лапах, короткие и тупые, удивительно напоминают миниатюрные копыта. Вид у неё весьма аристократический: её плоская широкая голова и тупая, почти квадратная морда имеют благодушно-покровительственное выражение, придающее ей сходство с задумчивым львом. По земле капибара передвигается характерной шаркающей походкой или скачет вразвалку галопом, в воде же плавает и ныряет с поразительной лёгкостью и проворством.
Капибара — флегматичный добродушный вегетарианец, лишённый ярких индивидуальных черт, присущих некоторым его сородичам, но этот недостаток восполняется у неё спокойным и дружелюбным нравом.

## Распространение
Капибара встречается по берегам разнообразных водоёмов в тропических и умеренных частях Центральной и Южной Америки, восточнее Анд — от Панамы до Уругвая и северо-востока Аргентины (до 38°17' ю. ш., провинция Буэнос-Айрес).
Отмечена в следующих странах: Аргентина, Боливия, Бразилия, Венесуэла, Гайана, Колумбия, Парагвай, Перу, Уругвай, Французская Гвиана, Эквадор. Область распространения включает бассейны рек Ориноко, Амазонки и Ла-Платы. Основными факторами, ограничивающими распространение, являются температура воздуха и воды. Капибары встречаются в горах до высоты 1300 м над уровнем моря.
В 1991 году карликовую разновидность капибары — малую водосвинку (Hydrochoerus isthmius Goldman, 1912) — признали отдельным видом. Она встречается от северной Панамы до Колумбии и северо-западной Венесуэлы. По размерам малая водосвинка заметно меньше обычной капибары.

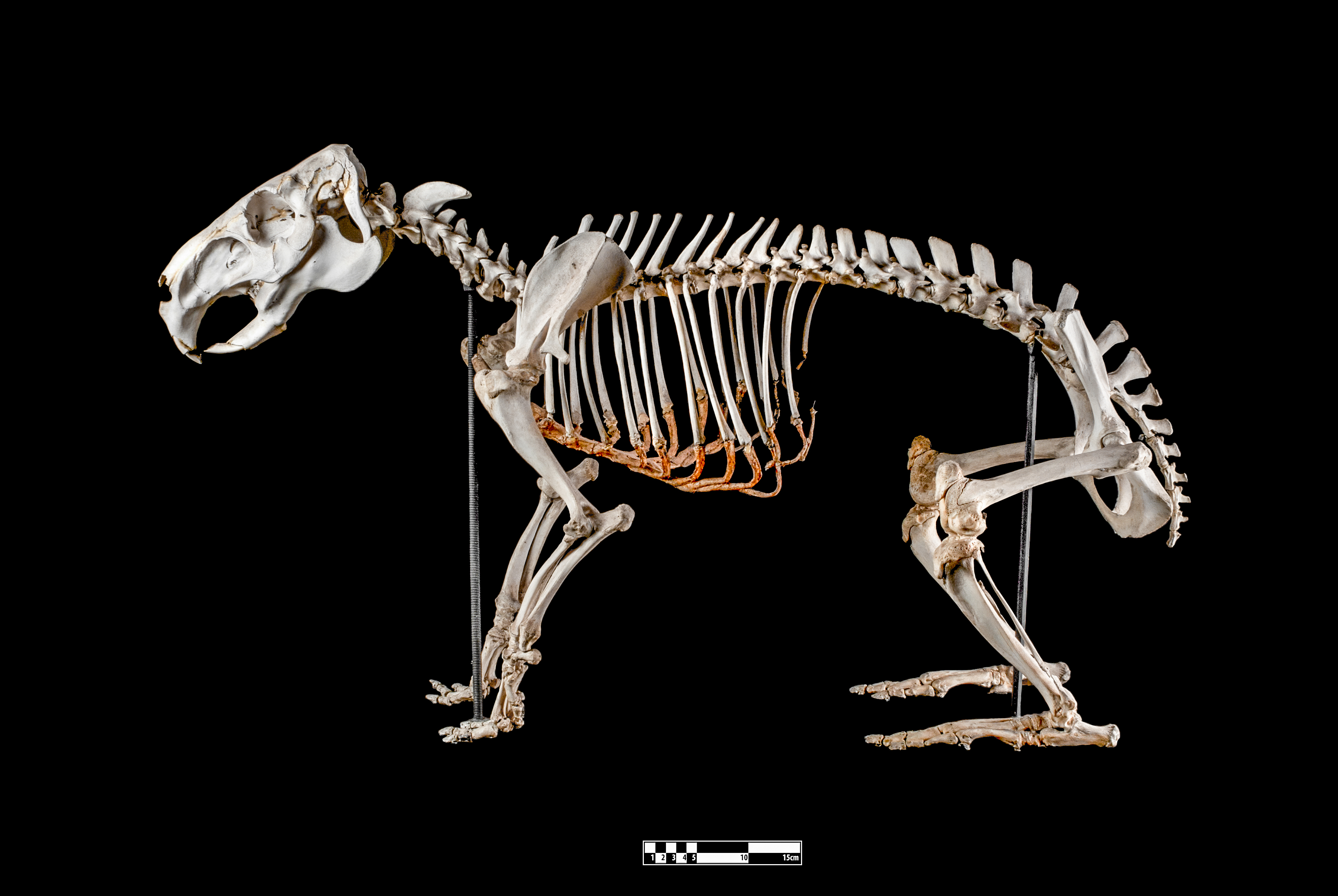
Скелет особи капибары

В ископаемом виде представители семейства водосвинковых известны с верхнего миоцена, а представители подсемейства Hydrochoerinae, которому принадлежит капибара, — с верхнего плиоцена. Все виды семейства были распространены исключительно в Южной и Северной Америке.

## Образ жизни и питание
Она ведёт полуводный образ жизни; от воды редко удаляется более чем на 500—1000 м. Её распространение связано с сезонными колебаниями уровня воды — во время сезона дождей капибары рассеиваются по территории, в сухой сезон скапливаются по берегам крупных рек и других постоянных водоёмов и часто проходят в поисках воды и пищи значительные расстояния.
Эти грызуны обычно активны днём, но если их часто беспокоят люди и хищники, то переходят на ночной образ жизни.

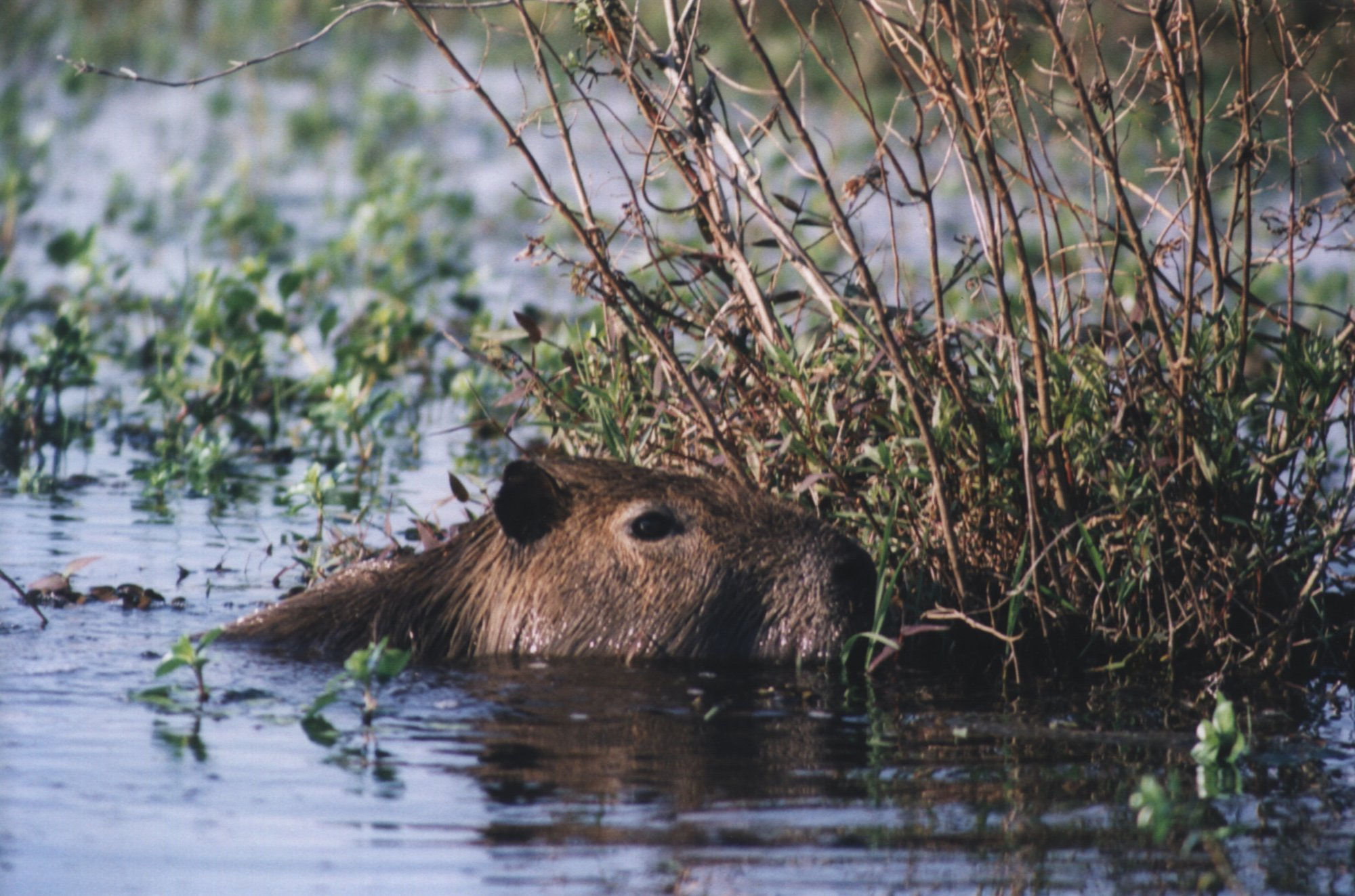
Капибара в воде

Капибара прекрасно плавает и ныряет; высокое расположение на голове глаз, ушей и ноздрей позволяет ей при плавании держать их над водой.
Естественные враги животного — дикие собаки, крокодиловые кайманы, оринокские крокодилы, ягуары, оцелоты, анаконды. От наземных хищников они скрываются под водой, дыша через ноздри, которые остаются на поверхности.
Питание у капибары на воле включает в себя плоды и клубни, траву и сено, водные растения.
Грызун капибара является социальным животным и имеет свою иерархию. Капибары живут в группах, которые состоят из 10-20 особей. Лидером в таких группах является доминантный самец. Также в группе имеется несколько самок (у них собственная внутренняя иерархия), детёныши и подчинённые самцы. Изредка капибары живут в одиночку, да и то лишь самцы. Часто случается, что доминантный самец изгоняет из группы других самцов, чтобы избежать конкуренции.

## Социальная структура и размножение

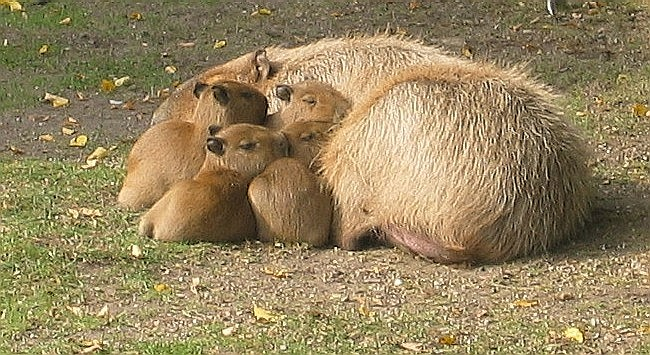
Капибара с детёнышами

Капибары — социальные животные, живущие группами по 10—20 особей. Группы состоят из доминирующего самца, нескольких взрослых самок (со своей внутренней иерархией), детёнышей и подчинённых самцов, находящихся на периферии группы. 5—10 % капибар, преимущественно самцов, живут в одиночку. Доминантный самец часто изгоняет из группы самцов-конкурентов. Чем засушливее местность, тем крупнее группы; в засуху вокруг водоёмов иногда скапливается до нескольких сотен особей. Стадо капибар в среднем занимает территорию площадью около 10 га, большую часть времени, однако, проводя на участке площадью менее 1 га. Участок метится выделениями носовых и анальных желёз.
Общаются эти животные при помощи свиста, щёлкающих и лающих звуков, а также запаха секрета обонятельной железы́ (morrillo), которая расположена у самцов на морде. Во время брачного сезона самцы этим секретом метят растительность, чтобы привлечь самок.
Капибары могут размножаться круглый год, хотя спаривание обычно происходит в начале дождливого сезона (апрель-май в Венесуэле; октябрь-ноябрь в Мату-Гросу, Бразилия). Спаривание происходит в воде. Беременность длится около 150 дней, большинство родов приходится на сентябрь-ноябрь (Венесуэла). Роды происходят на земле, а не в укрытиях. Самка приносит 2—8 детёнышей, которые рождаются с шерстью, открытыми глазами и прорезавшимися зубами. Новорождённые весят около 1,5 кг. Все самки в группе ухаживают за новорождёнными, которые вскоре после рождения уже могут следовать за матерью и питаться травой. Молочное вскармливание, однако, продолжается до 3—4 месяцев. В год при благоприятных условиях бывает до 2—3 помётов, но преимущественно самка приносит только один помёт в год.
Половозрелыми капибары становятся в возрасте 15—18 месяцев, достигнув массы 30—40 кг. В природе капибары живут от 6 до 10 лет, а в неволе — от 10 до 12.

## Капибара в истории
По легенде, в XVI веке Католическая церковь отнесла капибару к «рыбе», что позволило есть их мясо как постный продукт. В этом качестве оно стало популярно в некоторых частях Южной Америки, в частности, в Венесуэле. А охота на животных приобрела невиданный масштаб.

## Статус популяции
Основными природными врагами капибары являются: в воде — анаконды и кайманы, на суше — ягуары. На детёнышей капибар охотятся хищные птицы — гриф-урубу (Coragyps atratus), а также одичавшие собаки. Европейские колонисты на южноамериканском континенте сначала активно истребляли капибар, так как полагали, что они поедают посевы. Но очень быстро выяснилось, что животные питаются исключительно водной растительностью, и целенаправленное уничтожение прекратилось.
Капибара не относится к числу охраняемых видов. Сельскохозяйственное освоение земель и создание пастбищных угодий часто идёт капибарам на пользу, обеспечивая их пищей и водой во время засух. Как следствие, количество капибар в районе пастбищ может быть выше, чем на неосвоенных участках. Наибольшая плотность популяций оценивается в 2—3,5 особи/га.

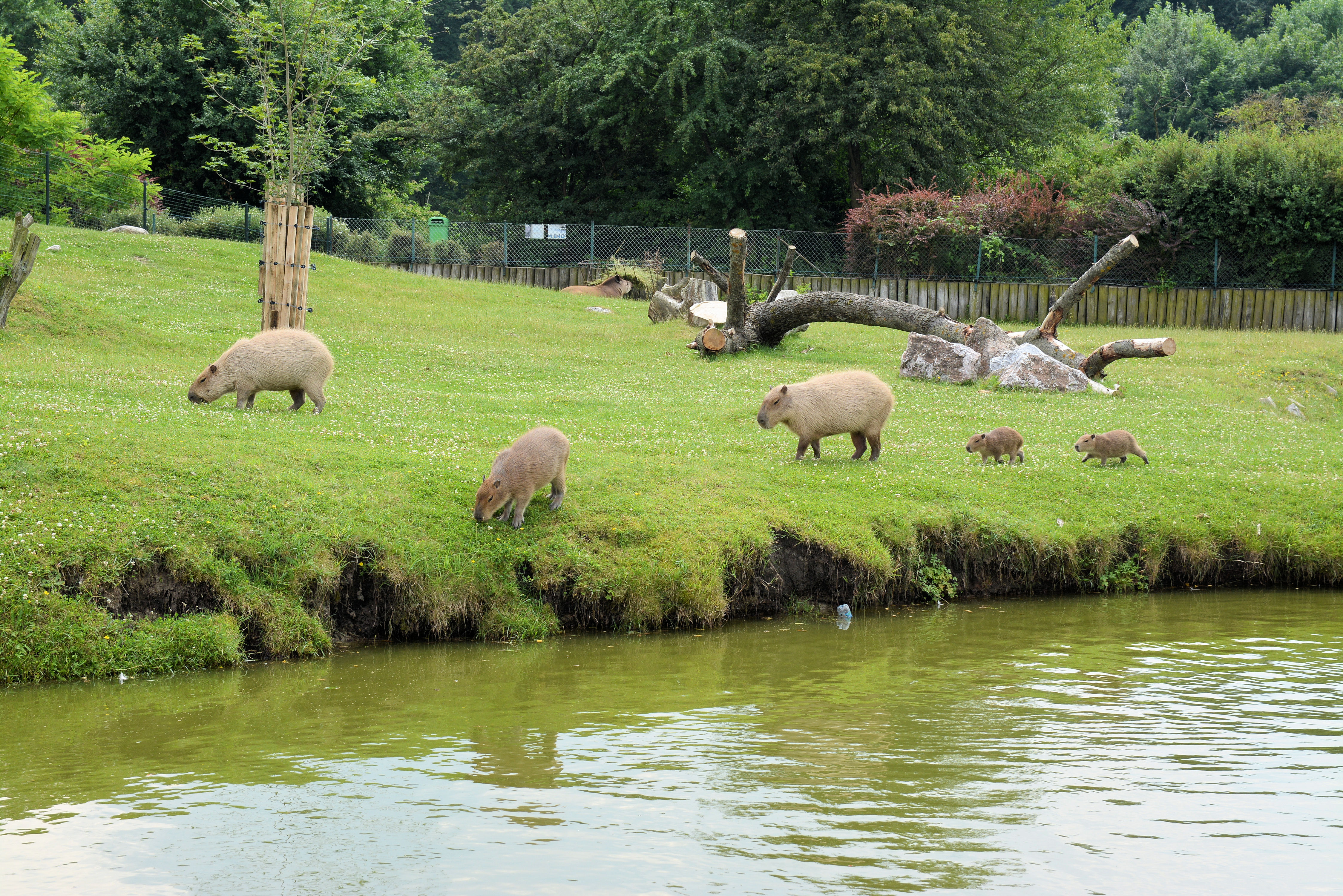
Капибары в зоопарке с детёнышами

С 1980-х годов капибар в полудиком состоянии разводят на специальных фермах (Венесуэла) для получения мяса, кожи и жира для фармацевтического использования. Мясо капибар внешним видом и вкусом напоминает свинину.
Установлено, что капибары являются природными резервуарами пятнистой лихорадки Скалистых гор (штаты Сан-Паулу, Рио-де-Жанейро и Минас-Жерайс, Бразилия), вызываемой возбудителем Rickettsia rickettsii. Болезнь передаётся людям посредством иксодового клеща Amblyomma cajennense, паразитирующего в том числе и на капибарах, которые заходят в населённые районы, на пастбища и так далее.

## Одомашнивание
Капибары спокойны, дружелюбны, охотно идут на контакт с человеком, любят ласку. К тому же они чистоплотны и хорошо уживаются с другими животными, в том числе домашними. Вследствие этого в Южной Америке довольно распространено их содержание в качестве домашних питомцев.

## Капибары в литературе
Капибара — герой серии книг Алексея Карташова «Фантазёры будущего».